# Nhât Lê
Nhât Lê est un fleuve du Viêt Nam long de 85 kilomètres, qui coule dans la province de Quảng Bình, où il arrose notamment le district de Quảng Ninh et Đồng Hới. 

## Géographie
Sa source se situe à plus de 1000 mètres d'altitude, dans la Cordillère annamite (Truong Son). Son cours a une orientation générale du nord-est. Il se jette dans la mer de Chine méridionale.